# Estação Ferrugem
Estação Ferrugem é uma das estações da futura Linha 2 do Metrô de Belo Horizonte. Sua inauguração está prevista para o 1º semestre de 2028. Será ligada ao Terminal Metropolitano Ferrugem, que estará situado na Av. Tito Fulgêncio, entre as ruas Mascarenha Alencastro e Cornélio Vaz de Melo.